# Yakkasaray
Yakkasaray (também pronunciado Yakkasaroy) é um dos 11 distritos (tuman) de Tasquente, a capital do Uzbequistão. 

## Características
É um dos distritos mais centrais da cidade e um dos menores em área. Foi estabelecido em 1981 com o nome de Frunze, que foi uma referência ao líder bolchevique quirguiz Mikhail Frunze.